# Litoria gasconi
Litoria gasconi es una especie de rana de la familia Hylidae de Nueva Guinea. Vive en ambos países de esta isla, Indonesia y Papúa Nueva Guinea.
Mide de 3,9 a 4,2 cm de largo.  Tiene ojos especialmente grandes con pupilas horizontales. Su piel es verde con manchas amarillas.  Partes de sus patas e ingle son amarillas. A diferencia de ranas similares, no tiene pigmentación azul.

## Etimología
Esta especie lleva el nombre en honor de Claude Gascon.